# Formismo
Il formismo (in polacco formizm) è un movimento poetico e artìstico d'avanguardia che nacque in Polonia (Varsavia, Cracovia, Leopoli, Poznań) attorno al 1917 e durò fino al 1922/24. Questo movimento fu vicino al futurismo, al cubismo ed all'espressionismo. Ebbe tredici mostre: la prima a Cracovia, l'ultima, nel 1922, a Parigi ("Jeune Pologne").
Il formismo fu fondato da un gruppo di diversi artisti: Tytus Czyżewski, Stanisław Ignacy Witkiewicz, Leon Chwistek (il principale creatore di teoria del formismo), Zbigniew e Andrzej Pronaszko, Konrad Winkler, August Zamoyski, Tymon Niesiołowski, Rita Sachetto.
Il programma fu elastico e spazioso. I fondatori riconoscevano l'autonomia del funzionamento artistico e poetico, si dichiaravano convinti della necessità radicale di cambiamenti nella creazione artistica. Individuavano il vero significato di un'opera nella sua forma. Furono opposti al naturalismo.